# Ghiacciaio Ridgeway
Il ghiacciaio Ridgeway è un ghiacciaio lungo circa 10 km, situato nella parte nord-occidentale della Dipendenza di Ross, nell'Antartide orientale. Il ghiacciaio, il cui punto più alto si trova a circa 600 m s.l.m., si trova sulla costa di Borchgrevink, all'estremità orientale della dorsale dell'Alpinista, da dove fluisce verso sud-est scorrendo tra la cresta Gauntlet, a nord-est, e la cresta Spatulate, a sud-ovest, fino ad entrare nella baia di Lady Newnes, formando anche una lingua glaciale al di sopra della baia.

## Storia
Il ghiacciaio Ridgeway è stato così battezzato dai membri della spedizione neozelandese di ricognizione geologica antartica svolta nel 1966-67, in onore di Norman Ridgeway, uno scienziato di stanza alla stazione Hallett nella stagione 1963-64.